# 400 Degreez
| Críticas profissionais                                                      | Críticas profissionais |
| Avaliações da crítica                                                       | Avaliações da crítica  |
| Fonte                                                                       | Avaliação              |
| --------------------------------------------------------------------------- | ---------------------- |
| Allmusic                                                                    | [ 1 ]                  |
| RapReviews                                                                  | [ 2 ]                  |
| Rolling Stone                                                               | [ 3 ]                  |
| Esta tabela precisa de ser acompanhada por texto em prosa. Consulte o guia. |                        |

400 Degreez é o terceiro álbum de estúdio do rapper Juvenile, lançado em 2 de Junho de 1998, pela Cash Money Records. O álbum recebeu elogios e introduziu Juvenile aos ouvintes de hip-hop do mainstream, vendendo 4.741.000 cópias nos Estados Unidos. Permanece como o álbum mais vendido da carreira solo de Juvenile e o álbum mais vendido lançado pela Cash Money Records. O álbum foi certificado 4x Platina pela RIAA, em 19 de Dezembro de 2000.
Dois singles, "Ha" e "Back That Azz Up" se tornaram hits de hip hop nos Estados Unidos. "Back That Azz Up" chegou ao #19 na parada Billboard Hot 100 e "Ha" chegou ao #68. "Follow Me Now" também foi um single, mas conseguiu o sucesso dos outros dois. O álbum atingiu o #2 na Top R&B/Hip-Hop Albums da Billboard e também o #9 na Billboard 200 em 1999. Também tomou a posição número um na parada Top R&B/Hip-Hop na parada de fim de ano da Billboard de 1999. Como um single, "Back That Azz Up" foi lançado, creditado e entrou nas paradas como "Back That Thang Up". O álbum também apresenta um remix bônus de "Ha" com o rapper de Nova Iorque Jay-Z, a única participação fora da Cash Money.

## Lista de faixas
1. "Intro" (Big Tymers) – 2:12
2. "Ha" – 4:52
3. "Gone Ride With Me" – 4:23
4. "Flossin' Season" (feat. Big Tymers, B.G. & Lil Wayne) – 4:33
5. "Ghetto Children" – 4:05
6. "Follow Me Now" – 3:55
7. "Cash Money Concert (Skit)"  – :51
8. "Welcome 2 Tha Nolia" (feat. Turk) – 5:51
9. "U.P.T." (feat. Hot Boys & Baby) – 4:17
10. "Run For It" (feat. Lil Wayne) – 4:45
11. "Ha (Hot Boys Remix)" (feat. Hot Boys) – 4:25
12. "Rich Niggaz" (feat. Lil Wayne, Turk, Paparue & Mannie Fresh) – 5:03
13. "Back That Azz Up" (feat. Mannie Fresh & Lil Wayne) – 4:25
14. "Off Top" (feat. Big Tymers) – 3:50
15. "After Cash Money Concert (Skit)"  – 1:19
16. "400 Degreez" – 4:09
17. "Juvenile On Fire" – 4:57
18. "Ha (Remix)" (feat. Jay-Z) - 4:25

## Créditos
- Ronald Williams  -  Produtor executivo
- Bryan Williams  -  Produtor executivo
- Juvenile  -  Intérprete
- Big Tymers  -  Intérprete
- Sugar Slim  -  Coordenação de produção
- Lil' Wayne  -  Intérprete
- Mannie Fresh  -  Produtor, engenharia, mixagem
- Turk  -  Intérprete
- B.G.  -  Intérprete

## Singles nas paradas
| Ano  | Canção                                                    | Melhores posições | Melhores posições | Melhores posições |
| Ano  | Canção                                                    | E.U.A.            | E.U.A. R&B        | E.U.A. Rap        |
| ---- | --------------------------------------------------------- | ----------------- | ----------------- | ----------------- |
| 1999 | "Ha"                                                      | 68                | 16                | 11                |
| 1999 | "Back That Azz Up" (featuring Lil Wayne and Mannie Fresh) | 19                | 5                 | 9                 |
| 1999 | "Follow Me Now"                                           | -                 | 63                | -                 |